# Abidarma
Abhidharma (sansk. अभिध) ili abhidhamma (pali) je budistički pojam koji znači viša dharma, dalja nauka ili vrhovni zakon ('metafizika' ili 'peri phainomena'). Abhidharma se obično odnosi na komentare Budinih kazivanja, odnosno sutri.
Bez obzira kako preveli ovaj izraz, radi se o nadgradnji najranije buddhističke misli i u smislu metafizike, ali više u smislu odredene fenomenologije. Na Zapadu se abhidhamma najčešće naziva buddhističkom psihologijom, ali ona nije samo to, već tumači i razrađuje strukturu obeju strana odnosa subjekt-objekt, i funkcionisanja stvarnosti i psihičkih pojava.
Abhidhamma Pitaka je treći deo budističkog pali kanona, pa se u tom smislu odnosi i na tekstualnu tradiciju. Abhidhamma Pitaka je zbirka tekstova kojima se sistematiše Budino učenje. To je kasnija zbirka analitičkih rasprava zasnovanih na spiskovima kategorija izvedenih iz učenja izloženog u govorima. Dodata je kanonu nekolika vekova posle Budine smrti. Abhidhama tumači i razrađuje strukturu odnosa subjekt-objekt, kako funkcionisanja stvarnosti tako i psihičkih pojava. Tri od sedam knjiga abhidhamma su psihološke prirode.
Porast broja kontradiktornih abhidharmi (komentara sutri), doveo je nastanka brojnih škola u ranom budizmu.

## Literatura
- Iveković, Rada (1977). Rana budistička misao. Sarajevo: IP Veselin Masleša.
- Елијаде, Мирча (1996). Водич кроз светске религије. Београд: Народна књига.